# Papa Eugenio II
Eugenio II, nato Eugenio Savelli (Roma, 780 circa – Roma, 27 agosto 827), è stato il 99º papa della Chiesa cattolica dall'824 fino alla sua morte.

## Biografia
Nativo di Roma, Eugenio Savelli fu creato cardinale da Leone III nell'816, con il titolo di Santa Sabina sull'Aventino.

### Il pontificato

#### L'elezione
A maggio dell'824 Eugenio venne imposto come successore di papa Pasquale I con il fortissimo sostegno di Wala, fidato consigliere inviato dall'imperatore Ludovico il Pio. Già durante il funerale di Pasquale I, infatti, si erano verificati dei tumulti fra il clero e il popolo da una parte, che sosteneva l'elezione di un certo Sisinnio (o Zinzinno - in latino Zinzinnus), e la nobiltà filoimperiale dall'altra, che tentava d'imporre la nomina di Eugenio. L'atto di nomina fu, come al solito, inviato all'imperatore insieme al giuramento di fedeltà, ma le notizie dei disordini e il rischio che questi si protraessero, indussero l'imperatore ad inviare a Roma Lotario, suo figlio e coimperatore, per ristabilire l'ordine, confermare l'autorità del nuovo pontefice e soprattutto ribadire i diritti imperiali. Con l'elezione di Eugenio l'intervento del sovrano diventò per la prima volta un atto formale.

#### Relazioni con l'impero: laConstitutio romana
Assicuratosi di aver ristabilito la calma, Lotario approfittò della propria presenza a Roma per aprire un'inchiesta sui disordini e sui presunti abusi avvenuti durante i pontificati di Leone III e Pasquale I: i beni confiscati alle famiglie dei condannati a morte vennero restituiti alle famiglie e gli autori delle sentenze furono esiliati. Il clero veniva, in tal modo, colpito pesantemente, ma Eugenio, che doveva la sua elezione all'appoggio imperiale, non poté intervenire in alcun modo.
Lotario si avvantaggiò inoltre dell'opportunità della sua presenza a Roma per mettere fine alle continue dispute tra le fazioni romane, sancire definitivamente i diritti e i doveri di ciascuno e prevenire futuri disordini. L'11 novembre 824 emanò uno statuto noto come Constitutio romana. Esso sanciva l'inviolabilità di quanti erano sotto la protezione dell'imperatore o del papa, proibiva le appropriazioni indebite nelle terre del papato, istituiva il controllo dell'amministrazione della giustizia da parte di due delegati (missi) che dovevano rendere conto, rispettivamente all'imperatore e al pontefice, sull'attività di singuli duces et iudices ("ciascun duce e giudice"); infine sanciva ufficialmente la prassi sull'elezione pontificale, confermando che rimaneva una prerogativa dei Romani (aristocrazia ed alto clero). L'imperatore aveva la facoltà di inviare suoi ambasciatori a Roma per presenziare all'elezione del nuovo pontefice.
Lotario impose infine ai Romani di prestare da quel momento giuramento di fedeltà al Papa, attribuendogli pertanto un potere temporale, oltre a quello spirituale, con il riconoscimento da parte imperiale dei diritti sovrani sul territorio dello Stato della Chiesa, ma affermando d'altra parte l'assoluto diritto di sovranità imperiale sui poteri amministrativi e giuridici esercitati dal papa. L'Impero d'Occidente si sostituiva a quello d'Oriente come garante del rispetto dell'ordine civile in Roma.
La fedeltà all'osservanza della Constitutio fu giurata dal popolo romano e dal pontefice.

#### Governo della Chiesa
L'opera di Lotario fu però in parte vanificata dalla debolezza di Ludovico. Il nuovo imperatore d'Oriente Michele II l'Amoriano tentò di ripristinare l'iconoclastia e fece pressioni su Ludovico affinché a sua volta inducesse il papa a promuovere le idee iconoclaste anche in Occidente. Ludovico non se la sentì di prendere una tale posizione e chiese a Eugenio il "permesso" di far compilare dai vescovi franchi un loro parere sulla questione. Era di fatto un atto di sottomissione, almeno sulle questioni ecclesiastiche. I vescovi riuniti a Parigi nel novembre dell'825 si trovarono sostanzialmente d'accordo sulle proposte dell'imperatore d'Oriente, di fatto ignorando apertamente le posizioni della Chiesa di Roma, ma Ludovico, anziché tentare di imporre al papa quella decisione dei suoi vescovi, gli fece pervenire un resoconto del sinodo e lasciò a lui ogni decisione nel merito.
Eugenio ignorò la determinazione dei vescovi franchi (del resto la Chiesa di Roma si era già espressa diverse altre volte sull'argomento) e convocò un concilio che si riunì a Roma nell'826 e che si occupò di tutt'altro, approvando diversi decreti in materia di diritto ecclesiastico, che non prevedevano affatto l'ipotesi di un'eventuale approvazione imperiale: restauravano regole certe all'interno della Chiesa, prendevano misure per l'istruzione e il comportamento dei sacerdoti e le regole da seguire nel dedicarsi ad attività secolari; l'elezione e i doveri dei vescovi; l'istituzione di scuole e l'insegnamento religioso, ecc. La Chiesa si riappropriava della giurisdizione ecclesiastica, nonostante il tentativo di laicizzazione operato da Lotario.
Eugenio inoltre adottò diverse misure in favore dei poveri, delle vedove e degli orfani, e per questo ricevette il soprannome di "padre del popolo".
Il 6 giugno 827 presiedette il Concilio di Mantova, diretto a risolvere i conflitti che perturbavano da molto tempo i rapporti tra i patriarchi di Aquileia e di Grado. Egli tentò di riunificare i due patriarcati ma la sua azione non ebbe successo, anche per l'opposizione di Venezia, città in netta ascesa nell'area dell'Alto Adriatico.
Eugenio morì il 27 agosto 827, e fu sepolto in San Pietro.